# Isochromodes brumosa
Isochromodes brumosa là một loài bướm đêm trong họ Geometridae.